# Calabasas Pro Tennis Championships 2005
Il Calabasas Pro Tennis Championships 2005 è stato un torneo di tennis facente parte della categoria ATP Challenger Series nell'ambito dell'ATP Challenger Series 2005. Il torneo si è giocato a Calabasas negli Stati Uniti dal 17 al 23 ottobre 2005 su campi in cemento.

## Vincitori

### Singolare
Brian Vahaly ha battuto in finale  Denis Gremelmayr con il punteggio di 3–6, 6–2, 6–2

### Doppio
Amer Delić /  Bobby Reynolds hanno battuto in finale  Zbynek Mlynarik /  Glenn Weiner con il punteggio di 7–5, 7–6(4)